# Rubens (football, 2001)
Pour les articles homonymes, voir Rubens (homonymie).
Rubens Antonio Dias dit Rubens, né le 21 juin 2001 à Tumiritinga au Brésil, est un footballeur brésilien qui joue au poste d'arrière gauche au Dynamo Moscou.

## Biographie

### En club
Né à Tumiritinga au Brésil, Rubens est notamment formé par l'Atlético Mineiro. Il fait sa première apparition en professionnel le 7 mars 2021, lors d'une rencontre de Campeonato Mineiro face à l'Uberlândia Esporte Clube (en). Il est titularisé et les deux équipes se neutralisent (1-1 score final).
Rubens participe à son premier match de Copa Libertadores le 7 avril 2022 face aux colombiens du Deportes Tolima. Il entre en jeu et son équipe s'impose par deux buts à zéro. Il joue son premier match en première division brésilienne le 17 avril 2022 face au Club Athletico Paranaense. Il est titularisé et son équipe s'impose par un but à zéro. Le 26 juin 2022, Rubens inscrit son premier but en professionnel, à l'occasion d'un match de championnat contre le Fortaleza EC. Il entre en jeu et participe à la victoire de son équipe par trois buts à deux,.
Le 9 août 2022, Rubens prolonge son contrat avec l'Atlético Mineiro jusqu'en décembre 2025.